# Cantonul Blesle
Cantonul Blesle este un canton din arondismentul Brioude, departamentul Haute-Loire, regiunea Auvergne, Franța.

## Comune
- Autrac
- Blesle (reședință)
- Chambezon
- Espalem
- Grenier-Montgon
- Léotoing
- Lorlanges
- Lubilhac
- Saint-Étienne-sur-Blesle
- Torsiac